# Тор Бьорголфссон
Тор Бьорголфссон (англ. Björgólfur Thor Björgólfsson; род. 19 марта 1967, Рейкьявик, Исландия) — исландский бизнесмен и предприниматель, первый исландский миллиардер. Родился в семье Бьорголфура Гудмундссона. Свое первое состояние заработал в России с отцом, впоследствии в 2008 году всё потерял, а затем заработал опять. Председатель финансовой фирмы Страумур-Бурдарас и председатель инвестиционной компании Novator Partners. По состоянию на март 2017 года он был самым богатым человеком в Исландии и одним из самых богатых людей в мире по версии Forbes. Его самый ценный холдинг — доля польского телекоммуникационного оборудования Play, кроме того он инвестировал в стартапы, такие как онлайн-платформа Zwift для внутреннего велосипедного спорта, а также исландские MMG компании CCP Games.